# 太陽にほえろ!のエピソード一覧 (1985年1月 - 1987年2月)
太陽にほえろ!のエピソード一覧（たいようにほえろ!のエピソードいちらん）は日本テレビ系列で放送された『太陽にほえろ!』シリーズの放送タイトルである。ここでは全718話のうち、1985年1月4日から1986年11月14日までに放送された第631話から最終話までを記述する。
本記事以外のエピソードについては太陽にほえろ!#放送リストのリンクを参照。

## 1985年
| 話数    | 放送日   | サブタイトル                                     | 脚本                     | 監督     | ゲスト |
| ------- | -------- | ------------------------------------------------ | ------------------------ | -------- | --- |
| 第631話 | 1月4日   | ロックとブルース                                 | 小川英 尾西兼一          | 山本迪夫 | 澤村泉:渡瀬ゆき 井上昭文 中田博久／杜澤泰文、有川雄司、一ノ瀬浩道 たうみあきこ、関口久美子／橋本晶子、山崎之也、高杉哲平、暮林修、條田薫 カー・スタント:マエダ・オートクラブ／ロック:ゲルモV.ヨシタマガワ、訓練指導:梁田カツ子 |
| 第632話 | 1月11日  | 恐ろしい                                         | 小川英 蔵元三四郎        | 山本迪夫 | 大坂志郎 寺田路恵／生井健夫、島田順司 井上高志、吉中六／幸田直子、西尾徳、小田健八、藤野ゆき カー・スタント:マエダ・オートクラブ／町田幸夫、吉沢梨恵、横尾三郎、石塚雅幸、西谷雅恵 |
| 第633話 | 1月18日  | ホスピタル                                       | 小川英 古内一成          | 鈴木一平 | 清水章吾 潮哲也、上田忠好 北條清嗣、松本真季、大和撫子／兼田晴巨、倉地雄平、佐野大輔、塩見三省 三上剛仙、奥山貴彦、カー・スタント:マエダ・オートクラブ／兼松隆、金田明夫、岡重淳子、柏木隆太、山田博行 |
| 第634話 | 1月25日  | パブロフの犬                                     | 金子裕                   | 鈴木一平 | 坂上味和 今井耕二、大方斐紗子、山田浩平、滝川昌良 入江正徳、富士原恭平、大山豊、矢野泰子 カー・スタント:マエダ・オートクラブ／井上三千男、七瀬けい子、佐々木直子、荒瀬寛樹、千葉茂 |
| 第635話 | 2月1日   | いい加減な女                                     | 小川英 山中茉莉          | 澤田幸弘 | 澤村泉:渡瀬ゆき 野見山夏子 佐藤仁哉／小林勝彦、市原清彦 牧田正嗣、井上麻美／英有加、木田愛子、米沢由香 鶴岡修、カー・スタント:マエダ・オートクラブ／藤田宗久、増田再起、山田美生子、小田切和美 |
| 第636話 | 2月8日   | ラガー倒れる                                     | 小川英 大川俊道          | 澤田幸弘 | 内田朝雄 藤岡重慶 村田雄浩 カー・スタント:マエダ・オートクラブ／久保忠郎、石田和彦、福田公子、藤岡洋右、武田みえ子 |
| 第637話 | 2月15日  | 模擬訓練                                         | 峯尾基三                 | 高瀬昌弘 | 久保明 藍ともこ、高岡一郎、野平ゆき 三井大介、大川陽子、日高久美子／笹入舟作、工藤啓子、瀬下和久、久木念、大矢兼臣 松永忍、カー・スタント:マエダ・オートクラブ／宮本裕之、伊藤剛、記平佳枝、市山俊行、梶草助 |
| 第638話 | 2月22日  | 危険なふたり                                     | 小川英 尾西兼一          | 高瀬昌弘 | 水木史子:野口ふみえ 小沢仁志、絵沢萠子 内田勝正／森幹太、沖田峻一郎、外山高士 野口誠一、藤田康明／円城寺衛、広森信吾、阿部渡、竹内靖 カー・スタント:マエダ・オートクラブ／中瀬博文、菊川予市、杉浦宏俊、永野明彦、郷内栄喜 |
| 第639話 | 3月1日   | 春なのに･････                                    | 古内一成                 | 鈴木一平 | 兵藤まこ、斉藤崇 江幡高志、早瀬波江:成田光子、林亜里沙、吉沢健 片岡弘貴、桜井ゆうこ、相原巨典、泉よしこ カー・スタント:マエダ・オートクラブ／岸野一彦、石原昭宏、秋元政志、清水進一 |
| 第640話 | 3月8日   | 妻への疑惑                                       | 金子裕                   | 鈴木一平 | 井川圭子：吉野由樹子、井川由利：山本直子 井上博一、信実一徳 栗田八郎、田原千之右、水橋和夫、里木佐甫良 沢柳迪子、長谷川恒之、佐々木直子、大島あみ カー・スタント:マエダ・オートクラブ／本田景子、野上博司、谷部勝彦、星野浩司、石川香 |
| 第641話 | 3月15日  | 二度死んだ女                                     | 小川英 尾西兼一          | 山本迪夫 | 石田信之 園田裕久／水沢有美、富田晃代、宗方奈美 今西正男、久遠利三／紅理子、河合絃司、進藤幸、槇村香 岸本功、山本寛、カー・スタント:マエダ・オートクラブ／篠田薫、高杉哲平、小寺大介、依田英助、高橋美佳 |
| 第642話 | 3月22日  | ハワイアン・コネクション                         | 柏原寛司                 | 山本迪夫 | 辻萬長 中島ゆたか 入江正徳、芹沢常夫、丸岡奨詞 カー・スタント:マエダ・オートクラブ／小倉雄三、田中洋介、大木史朗、星野晃、藤原益二 |
| 第643話 | 3月29日  | 走れブルース                                     | 小川英 大川俊道          | 山本迪夫 | 吉野刑事:横谷雄二 平泉成 片桐竜次 出光元、浜田晃、藤木聖子 幸田直子、真田健一郎、カー・スタント:マエダ・オートクラブ／森篤夫、松山周平、麻ミナ、佐久間まち子、小林大介 |
| 第644話 | 4月5日   | 七曲署全員出動 狙われたコンピューター            | 小川英 古内一成 大川俊道 | 木下亮   | 南智彦：森本レオ 島崎昭一：石橋蓮司、矢野恵理子：藍ともこ、谷口康：保積ペペ、辻の娘：桂田裕子 梶山支店長：中井啓輔、東都銀行コンピューターセンター所長：穂高稔、東都銀行矢追支店の客：奥村公延、辻夫人：三好美智子、辻孝太郎：松本朝夫、小竹林義一 吉野刑事：横谷雄二、円城寺衛、スポーツコネクション職員：杜澤泰文、寺西正男：秋間登、小熊稔：塩見三省、佐藤了一、御友公喜、西田潤平、工藤高久、辻洋子 小山武史、阿部光子、渡辺航、三浦貞夫：二家本辰巳、スカイマンション管理人：中島元、金野恵子、市川勉、山田雅子 |
| 第645話 | 4月12日  | ラガーの華麗なプレー                             | 小川英 四十物光男        | 高瀬昌弘 | 藤堂新二 潮哲也 広瀬昌助／山口嘉三、奥山貴彦、笠原明、輐秀倫 奥野匡、カー・スタント:マエダ・オートクラブ／小杉治、里木佐甫良、岩城和男、加藤亮夫 |
| 第646話 | 4月19日  | うそ                                             | 金子裕                   | 高瀬昌弘 | 上原ゆかり、富川澈夫 早瀬波江:成田光子／三角八郎、佐原健二 天草四郎／有川雄司、兼田晴巨、古川小夜子、永井政春 カー・スタント:マエダ・オートクラブ／鹿島信哉、川口節子、長塚美登、星野香織 |
| 第647話 | 5月3日   | 護送車強奪                                       | 柏原寛司                 | 鈴木一平 | 久保田篤 樋浦勉、杉浦一恵 高品正宏、太田直人、相原巨典 カー・スタント:マエダ・オートクラブ／酒井郷博、金井節、甲斐武、藤原益二、佐々木敬介 |
| 第648話 | 5月10日  | 検視官ドック                                     | 古内一成                 | 鈴木一平 | 高松英郎 岡崎二朗、牧れい 北条清嗣、牧田正嗣、久遠利三 カー・スタント:マエダ・オートクラブ／佐々木敏、藤井章人、大木史朗、岡重淳子、佐藤功 |
| 第649話 | 5月17日  | ラストダンス                                     | 小川英 尾西兼一          | 児玉進   | 坪田直子 星正人 寺瀬めぐみ、高山千草、栗田八郎、団巌 カー・スタント:マエダ・オートクラブ／河原さぶ、夏木順平、立原柊子、荻原紀、暮林修 劇中劇演出:中村哮夫、振付:川端愼二 |
| 第650話 | 5月24日  | 山村刑事左遷命令                                 | 長野洋                   | 児玉進   | 船戸順 織本順吉 大和田署長:草薙幸二郎／立川光貴、竹井みどり、下塚誠 カー・スタント:マエダ・オートクラブ／山村家お手伝い:町田博子、山岡八高、戸塚孝、山村隆:小椋基広、松本悠希 |
| 第651話 | 6月7日   | 号泣                                             | 小川英 尾西兼一          | 高瀬昌弘 | 内藤武敏 川田あつ子 堺左千夫、松村彦次郎／三川雄三、三上剛仙、永谷悟一、桑原一人 依田英助、麻ミナ、カー・スタント:マエダ・オートクラブ／宮寺康生、有馬光貴、池田悟、佐藤和雅、宮下久美 |
| 第652話 | 6月14日  | 相続ゲーム                                       | 小川英 亜槍文代          | 高瀬昌弘 | 中村明美 根岸明美 川口敦子 塚本信夫、高岡一郎、小笠原弘、井上はじめ、三上剛仙 カー・スタント:マエダ・オートクラブ／伊藤正博、鳥井千恵、熊本敏雄、鈴木正人、村上幹夫 |
| 第653話 | 6月21日  | 一枚のシール                                     | 小川英 大川俊道          | 山本迪夫 | 三浦浩一 浜田晃／沖田峻一郎、里見和香、杉欣也 神山卓三、戸沢佑介／芦沢孝子、入江正徳、松浪志保、藤岡洋右 カー・スタント:マエダ・オートクラブ／菊川予市、村上久勝、海堂幸広、岡田二三、中瀬博文 |
| 第654話 | 6月28日  | 二度泣いた男                                     | 小川英 丸岡ひさし        | 山本迪夫 | 柴田侊彦 内田稔、新井和夫、多田幸男 水森コウ太、五月晴子、世利ゆかり、山口純平 カー・スタント:マエダ・オートクラブ／大石源吾、川口節子、庄司浩和、平野義和、竹内靖 |
| 第655話 | 7月5日   | 左ききのラガー                                   | 古内一成                 | 鈴木一平 | 大村波彦 須永慶、東丘出陽、兼田晴臣 長谷川里佳、谷口真一、加地健太郎、山中康司 カー・スタント:マエダ・オートクラブ／菅野勝浩、阿部渡、宇佐美彩、竹内康裕、岸本功 |
| 第656話 | 7月19日  | いじめ                                           | 小川英 鬼塚幸一          | 鈴木一平 | 小野武彦 斉藤雅史、坂俊広、森勇治 青木和代、江藤漢／田畑敦、椎野恵生、水木薫、池田進 カー・スタント:マエダ・オートクラブ／西田潤平、渡辺悦子、側見民雄、高崎良彦、深沢桂 |
| 第657話 | 7月26日  | ドックの敵は白バイ?                              | 小川英 大川俊道          | 山本迪夫 | 小野沢淳、吉田光希（よしだ・みき） 遠藤征慈、山西道広、栗田八郎 市原清彦、井上三千男、吉田太門、渕上大二郎 カー・スタント:マエダ・オートクラブ／海藤幸広、荒川卓也、新木賢司、天野知義、衛藤靖彦 |
| 第658話 | 8月2日   | ラガーよ、俺たちはおまえがなぜ死んだか知っている | 小川英 古内一成          | 山本迪夫 | 森幹太／布施博、笹入舟作、ケン:中田譲治 高野真二、小寺大介／倉地雄平、古川真司、山岸樹美雄 光本恭三:荻原紀、中西治:二家本辰己／佐々木直子、和泉喜和子、山田博行、甲斐武、石崎洋光 カー・スタント:マエダ・オートクラブ／森岡隆見、菊川予市、山田美生子、横尾昌子、沢野三恵 |
| 第659話 | 8月16日  | 夏の光                                           | 小川英 尾西兼一          | 鈴木一平 | 山内絵美子 早坂直家 秋野陽介、久保忠郎、河田清志 カー・スタント:マエダ・オートクラブ／高橋知佳、飯田テル子、高市好行、原田亜紀、成瀬慶洋 |
| 第660話 | 8月23日  | デューク刑事登場!                                | 長野洋                   | 木下亮   | 松川重吉:渥美国泰 片桐竜次 荒井大介 新井量大、高品剛、新谷由美子、門谷美佐 野村昇史、田谷春枝、千葉茂、藤原益二、加藤由美子 |
| 第661話 | 8月30日  | マミーが怒った                                   | 小川英 大川俊道          | 木下亮   | 熊谷真実 西沢利明、佐久田修 文野朋子、梅津栄／吉水慶、丸岡将詞、平出圭子、伊藤剛 有馬光貴、中島元、カー・スタント:マエダ・オートクラブ／森田浩平、藤井洋右、酒井郷博、山下一廣、森岡隆見 |
| 第662話 | 9月6日   | 制服よさらば                                     | 小川英 金子裕            | 高瀬昌弘 | 神山繁 田村奈巳 本山可久子／山村家お手伝い:町田博子、相原巨典、石田登星、小川隆市 松井範雄、井上倫宏／潘恵子、佐々木敏、牧野芳久、速水香穂、羽吹正吾 松永忍、山本由美子、金海明美、長塚美登／石原聡、桂俊明、戸塚孝、大島光幸、山村隆:小椋基広 |
| 第663話 | 9月13日  | 1970年9月13日                                    | 小川英 古内一成          | 高瀬昌弘 | 河原崎建三 戸川京子 石山勝巳／平野稔、藤田宗久、天草四郎 黒木優美、松尾文人／原田千枝子、槇ひろ子、門脇三郎、岡安理沙 |
| 第664話 | 9月20日  | マイコンがトシさんを撃った!                      | 小川英 富岡恵美子        | 鈴木一平 | 正司歌江 大和田署長:草薙幸二郎／南城竜也、河合絃司、秋間登 滝川昌良、小野泰次郎／瀬下和久、西川敬三郎、美津井祐子、円城寺衛 麻ミナ、カー・スタント:マエダ・オートクラブ／野村信次、三宅悦子、山本あやせ、若山雅弘、大島あみ |
| 第665話 | 10月4日  | 殉職刑事たちよやすらかに                         | 小川英 蔵元三四郎        | 山本迪夫 | 浜野警視監:滝田裕介 西守淳史:峰竜太 早瀬波江：成田光子、風間みつき／岩城里子：東丘出陽、柏木：山口嘉三、「カメリヤ」店主：加藤正之、千種かおる 三宅悦子、広瀬修／藤代美奈子、池田道枝、スナック「カープ」のママ：森田遙、警察学校寮長：相馬剛三 カー・スタント:竹内雅敏、海藤幸広／佐野すえこ、山田鑑識課員：三上剛仙、近松敏夫、あけぼの老人ホーム在住者：高杉哲平、村田：岸本功 野崎太郎：下川辰平、柴田たき：菅井きん、池田由起江：沢田雅美、石塚幸吉：下条正巳、三好恵子：香野百合子、竹本加代：石井富子、春日部正子：有吉ひとみ、村田晴子：水沢アキ ※以下は当時撮影した殉職シーンからのライブラリ出演 早見淳:萩原健一、柴田純:松田優作、三上順:勝野洋、田口良:宮内淳、島公之:小野寺昭、滝隆一:沖雅也、岩城創:木之元亮、石塚誠:竜雷太、春日部一:世良公則、竹本淳二:渡辺徹 |
| 第666話 | 10月11日 | 父親ブルース                                     | 金子裕                   | 高瀬昌弘 | せんだみつお 若杉英二、澤村泉:渡瀬ゆき 福山象三、友金敏雄、船場牡丹、沖田峻一郎 カー・スタント:竹内雅敏、海藤幸広／代志住正、岩崎愛、山本寿徳、森下明、竹内靖 |
| 第667話 | 10月18日 | デュークという名の刑事                           | 小川英 尾西兼一          | 高瀬昌弘 | 松川重吉:渥美国泰 下山正:赤塚真人 松本留美、阪脩、高岡一郎 剣持伴紀、里木佐甫良／青柳有希子、吉中六、佐藤文裕、石崎洋光 カー・スタント:竹内雅敏、海藤幸広／長良力丸、星野晃、菊川予市、宮寺康生、杉浦宏俊 |
| 第668話 | 10月25日 | 絆                                               | 小川英 尾西兼一          | 鈴木一平 | 白木万理 石田弦太郎 早瀬波江:成田光子／小瀬格、北町嘉朗、高橋信子 姫ゆり子／小山茉美、岸井あや子、田村貫 真田健一郎、岸野一彦／真田陽一郎、越村公一、佐藤久留美、高市好行 |
| 第669話 | 11月1日  | 刑事にだって秘密はある!                          | 小川英 大川俊道          | 鈴木一平 | 加藤和夫／脇坂奎平、黒川恭祐 庄司永建／小竹林義一、及川ヒロオ、工藤啓子、奥山貴彦 三川雄三、奥野匡／杜沢泰文、相原巨典、山口雅樹、宮沢元 加藤由美子、古川真司、桑原一人／荒瀬寛樹、田中麻季子、熊谷美喜、安武光二、丹内由基子 |
| 第670話 | 11月8日  | ドック潜入!泥棒株式会社                          | 小川英 古内一成          | 高瀬昌弘 | 平山源次:殿山泰司 山谷初男 富川澈夫／根岸一正、片岡五郎 井上三千男、小寺大介／西尾徳、沢柳迪子、新井大介、記平佳枝 カー・スタント:竹内雅敏、海藤幸広／山河連滉、岸本功、大石啓子、加藤茂雄 |
| 第671話 | 11月15日 | 野獣                                             | 小川英 柏原寛司          | 高瀬昌弘 | 河原崎次郎 久富惟晴 原口剛、佐藤晟也 カー・スタント:竹内雅敏、海藤幸広／曽根信次、金山禎彦、依田英助、広森信吾、大島光幸 |
| 第672話 | 11月22日 | 再会の時                                         | 小川英 尾西兼一          | 山本迪夫 | 島津公明:北村和夫 松川重吉:渥美国泰 内田稔、石森武雄 草薙良一、小杉勇二、藤江リカ 小瀬朗、上野綾子、有馬光貴、植田真実 |
| 第673話 | 11月29日 | 狼の挽歌                                         | 小川英 大川俊道          | 山本迪夫 | 伊藤孝雄 小沢弘治、有安多佳子、肉倉正男 永井秀明、中田譲治、太田直人、杉欣也 市川勉、山中康司、森篤夫、甲斐武 |
| 第674話 | 12月6日  | 友よ、君が犯人なのか                             | 古内一成                 | 鈴木一平 | 高岡健二 浜野警視監:滝田裕介、佐原健二 里居正美、里見和香、石田登星 団巌、兼松隆、音羽久米子、水橋和夫、佐々木誠人 関口久美子、佐々木直子、千葉茂、山田博行、寺沢剛 |
| 第675話 | 12月13日 | 死にゆく女のために                               | 柏原寛司                 | 鈴木一平 | 佐藤仁哉 岡崎二朗 江角英明、仲村知也 鈴木昭生、岡重淳子、杉本こず江、横山麻理 カー・スタント:マエダ・オートクラブ、竹内雅敏、海藤幸広／横内直人、八代浩幸、石田純子、鈴木正人 |
| 第676話 | 12月20日 | 地図にない道                                     | 小川英 尾西兼一          | 高瀬昌弘 | 安原義人 伊佐山ひろ子 坂本真理砂、披岸喜美子、田畑ゆり、高山秀雄 水森コウ太、木田三千雄、山崎猛、久保晶 カー・スタント:マエダ・オートクラブ、竹内雅敏、海藤幸広／相原巨典、大島あみ、高橋美佳、鈴木実 |
| 第677話 | 12月27日 | あなたを告訴する!                                | 小川英 北川哲史          | 高瀬昌弘 | 近藤洋介 柳川慶子 三好美智子／原田樹世土、新海文夫、尾崎義也 三重街恒二、伊藤正博、田村元治／原和航、田中治、吉田憲司、伊藤量、石井勝司 カー・スタント:マエダ・オートクラブ、竹内雅敏、海藤幸広／立原柊子、中村正人、二家本辰己、高市好行、岩井節夫 |

## 1986年
| 話数    | 放送日   | サブタイトル             | 脚本                       | 監督     | ゲスト |
| ------- | -------- | ------------------------ | -------------------------- | -------- | --- |
| 第678話 | 1月3日   | 山村刑事の報酬なき戦い   | 小川英 大川俊道 古内一成   | 山本迪夫 | 阿久津涼子：かとうかずこ 阿久津修造：山本耕一 友成和彦：辻萬長、門馬恭平：四禮正明 田所検事：川辺久造、タクシー運転手：三角八朗、望月秘書：立川光貴、楠正芳：加藤和夫、美容師：紀ノ川瞳、警察庁幹部：西田昭市、弔問客：松本朝夫 徳田刑事：丸岡奨詞、安井刑事：藤田宗久、大石由紀夫：武岡淳一、大久保裕世、森田浩平、佐竹稔：芹沢直也、望月の部下：島村卓志、青木香奈枝 民宿の女将：高山千草、八崎市民病院院長：入江正徳、宮田光、八崎市役所厚生課職員：小寺大介、料亭の女将：松浪志保、金野恵子、本庄和子、丹内由基子、阿久津の部下：星野晃 |
| 第679話 | 1月10日  | ホラ吹きの街             | 小川英 大川俊道            | 高瀬昌弘 | 田中浩二 小野ヤスシ、世利ゆかり 今野鶏三、山吉克昌、岩崎智江、鹿島信哉 松永忍、小田健八／平野義和、門脇三郎、伊尾明子、山岸樹美雄、鈴木美智子 カー・スタント:マエダ・オートクラブ、竹内雅敏、海藤幸広／清水進一、寺島進、大木裕司、森岡隆見、村上久勝 |
| 第680話 | 1月17日  | 陽ざしの中を             | 小川英 尾西兼一            | 澤田幸弘 | 松本ちえこ 水木史子:野口ふみえ、内藤安彦、富永千香子 椎谷建治、鶴岡修、小野田巧、三上剛仙 カー・スタント:マエダ・オートクラブ、竹内雅敏、海藤幸広／橋本和人、村上幹夫、竹内靖、津島瑞穂、山本央絵 |
| 第681話 | 1月24日  | それでも貴方は女なの!    | 小川英 蔵元三四郎          | 澤田幸弘 | 島村佳江 加藤大樹、時本和也 高野真二、嶺田則夫、竜のり子 カー・スタント:マエダ・オートクラブ、竹内雅敏、海藤幸広／飯田浩幾、永井政春、田中宏信、宮寺康生、五十嵐美鈴 |
| 第682話 | 1月31日  | 揺れる生命               | 小川英 山田貴美子          | 鈴木一平 | 中島久之 竹中直人 鳥居恵子 澤村泉:渡瀬ゆき、塚本信夫、藍ともこ 小池榮、紅理子、深見倫子、上野綾子 カー・スタント:マエダ・オートクラブ、竹内雅敏、海藤幸広／大矢兼臣、小柳基、中島元、柴田美保、暮林修 |
| 第683話 | 2月7日   | 獲物は狩人を誘う         | 柏原寛司                   | 鈴木一平 | 中野誠也 深水三章 千波丈太郎／佐野すえこ、吉田憲司、岸本功、沢柳迪子 カー・スタント:マエダ・オートクラブ、竹内雅敏、海藤幸広／武田みえ子、村瀬洋子、清水進一、秋元政志、土井麻衣子 |
| 第684話 | 2月14日  | 美しき花の誘惑           | 小川英 鴨井達比古          | 高瀬昌弘 | 平泉成 寺田路恵 剣持伴紀、江藤漢／志賀圭二郎、小倉雄三、藤悦子、松本真季、監物房子 カー・スタント:マエダ・オートクラブ、竹内雅敏、海藤幸広／門谷美佐、大木史郎、山本寛、荒瀬寛樹、山田博行 |
| 第685話 | 2月21日  | ロッキーの白いハンカチ   | 小川英 尾西兼一            | 高瀬昌弘 | 小鹿みき 藤江リカ、増岡弘 潮建磁、中村孝雄、高岡一郎 高品剛、小宮純子、望月太郎、麻ミナ カー・スタント:マエダ・オートクラブ、竹内雅敏、海藤幸広／堀内孝人、川口節子、東静子、小寺大介、石川秀樹 |
| 第686話 | 2月28日  | 俺の相棒                 | 小川英 大川俊道            | 鈴木一平 | 伊藤敏八 金子研三 吉野刑事:横谷雄二、工藤啓子、樋口達馬 森勇治、桑原一人／瀬下和人、相原巨典、円城寺衛、槙村香 カー・スタント:マエダ・オートクラブ、竹内雅敏、海藤幸広／溝口順子、宇佐美多恵子、平辻朝子、金山禎彦、佐藤和正 |
| 第687話 | 3月7日   | 男と女の関係             | 小川英 古内一成            | 鈴木一平 | 小田切達明:中谷一郎 小田切夫人:谷口香 大石源吾、阿南聡、三上剛仙、山河連滉 市川千恵子、森篤夫／町田幸夫、山中康司、岡田和子、竹内靖、野川ひとみ |
| 第688話 | 3月14日  | ホノルル・大誘拐         | 小川英 大川俊道            | 山本迪夫 | 佳那晃子 中康治 MIKE MAEKAWA、RUSTY WILSON、BOB FLINT、PETER CLERK／MARC CIOFFI、CHUCK CULLEN、EUGENE LEVY、MAKOTO SAITO、SUZIE GRAHAM 内田稔、灰地順、武藤英司／野村昇史、槇ひろ子、上野綾子、宮田光、永谷悟一 コーディネーター:SIZE INC、ヘリコプターパイロット:JOE NERHING |
| 第689話 | 3月21日  | キラウェア・大追跡       | 小川英 大川俊道            | 山本迪夫 | 佳那晃子 中康治 MIKE MAEKAWA、RUSTY WILSON、BOB FLINT、PETER CLERK／MARC CIOFFI、CHUCK CULLEN、EUGENE LEVY、MAKOTO SAITO、SUZIE GRAHAM 武藤英司、川島一平／美津井祐子、京極雅之、槇ひろ子 コーディネーター:SIZE INC、ヘリコプターパイロット:JOE NERHING |
| 第690話 | 3月28日  | 私が七曲署の藤堂だ       | 古内一成                   | 山本迪夫 | 堀内正美 荒井由加 兼田晴臣、藤田宗久、田村貫 菅谷美代子、原田千枝子、小川真喜子、大峰順二、宮寺康生 逸見慶子、竹内康裕、山田美生子、佐藤久留美、宇佐美彩 |
| 第691話 | 4月11日  | さらば!山村刑事          | 小川英 古内一成            | 高瀬昌弘 | トーマス・ベルナルド:ジェリー伊藤 秋元正久:清水章吾、浜野警視監:滝田裕介 北村総一朗、今出川西紀／葉山研、東ゆかり、大谷朗、丸岡奨詞、志賀圭二郎 とめ:町田博子、梶田:森幹太／山村隆:小椋基広、中村知也、槙野凉、イクバルハニス、松永忍 バンド演奏:フラッシュバック、カー・スタント:マエダ・オートクラブ、阿部渡／永谷悟一、松尾文人、門脇三郎、加藤茂雄、和田京子 |
| 第692話 | 4月25日  | 捜査に手を出すな!        | 小川英 尾西兼一            | 鈴木一平 | 下山正:赤塚真人 芦川よしみ 南條みづ江、関川慎二、江角英明、大園博子 団巌、小椋常利、脇坂奎平、長良力丸、前浦康司 カー・スタント:マエダ・オートクラブ、隅蔵きよみ、木場剛／五十嵐五十鈴、石川真一、大島光幸、森岡隆見、深作覚 |
| 第693話 | 5月2日   | わが子へ!                | 金子裕                     | 鈴木一平 | 松山政路 圭子：吉野由樹子／矢羽みどり、荒井大介、此島愛子 松村彦次郎、牧田正嗣／戸沢佑介、井川浩史：圓山淳也、井川由利：山本直子、伊藤剛 小寺大介、立樹健、深谷みさお／谷村隆之、斉藤雅晴、山本日出一、田付貴彦、松嶋健一郎 |
| 第694話 | 5月9日   | 出口のない迷路           | 小川英 四十物光男          | 鈴木一平 | 永島暎子 高木美保、井上高志 有馬昌彦、古藤芳治、江藤漢 千葉裕子、中平良夫、兼田晴臣、柏木隆太 奥山貴彦、吉田憲司、井上三千男、森田浩平、宮原永海 |
| 第695話 | 5月16日  | 赤いドレスの女           | 小川英 大川俊道            | 山本迪夫 | 野口美絵:MIE 成瀬正 石橋雅史、八津勲、大島宇三郎 吉中六、加治良介、渕上大二郎、布施木昌之、今井登 |
| 第696話 | 5月23日  | 正面18度                 | 小川英 古内一成            | 山本迪夫 | 室田日出男 澤村泉:渡瀬ゆき、野口貴史 田中洋介、姫ゆり子、田中公行 片山せつ子、岸野一彦、山根銀次、村上幹夫、上原哲平 |
| 第697話 | 5月30日  | マミーを怒らせた少年     | 柏原寛司                   | 山本迪夫 | 尾口康生 浜田晃、清水大敬 久遠利三、杜沢泰文、鈴木雅 田嶋基吉、宮寺康生、青柳文太郎、門谷美佐、中沢勇志 |
| 第698話 | 6月6日   | 淋しさの向こう側         | 小川英 今野いず美          | 手銭弘喜 | 香坂みゆき 時本和也、江幡高志 加地健太郎、西田純平、川中亜紗里、伊尾明子、石川裕見子 宇佐美彩、深作覚、中瀬博文、大貫幸夫、村上久勝 |
| 第699話 | 6月13日  | 優しさごっこ             | 小川英 尾西兼一            | 手銭弘喜 | 美保純 片岡弘貴 吉野刑事:横谷雄二／伊崎量啓、伊藤公子、大橋恵里子 梨本謙次郎、長良力丸／加藤由美子、中島元、高山千草、阪部芳好、横尾三郎 |
| 第700話 | 6月20日  | ベイビー・ブルース       | 金子裕                     | 鈴木一平 | 木村一八 仲谷昇 澤村泉:渡瀬ゆき、立原ちえみ、石田和彦 代志住正、大園博子、船場牡丹、河合宏 伊藤浩二、阿南聡、児玉瀬信、鈴木正人、佐藤和雅 |
| 第701話 | 6月27日  | ヒロイン                 | 小川英 尾西兼一            | 鈴木一平 | 戸川純 大和田署長:草薙幸二郎／石田弦太郎、東丘出陽、谷村好一 工藤啓子、水木薫、梅村美保、大力小力 真田陽一郎、森篤夫、竹中友美、沼田英樹、岡真澄 |
| 第702話 | 7月4日   | 教室                     | 小川英 長田澄江            | 高瀬昌弘 | 萬田久子 大和田署長:草薙幸二郎／工藤明子、早瀬波江:成田光子、加藤和夫 高岡一郎、紅理子／石井孝明、速見領、本庄和子、竹内靖 宇乃壬麻、門脇三郎／五十嵐美鈴、村野将史、富勇人、秋山美紀子、吉田和美 |
| 第703話 | 7月18日  | 加奈子                   | 古内一成                   | 高瀬昌弘 | 竹井みどり 山本紀彦 大和田署長:草薙幸二郎、佐藤恵利 樋口達馬、山崎猛、大矢兼臣、脇光雄 |
| 第704話 | 7月25日  | 未亡人は十八才           | 小川英                     | 手銭弘喜 | 武田久美子 大和田署長:草薙幸二郎 美津井祐子、山口嘉三 水城蘭子、杉欣也、相馬剛三 皆川衆、成田次穂、千葉裕子、井守ヒロミ、織部一作 |
| 第705話 | 8月1日   | 一億五千万円             | 小川英 高橋功              | 手銭弘喜 | 左とん平 大和田署長:草薙幸二郎、藤江リカ 堀田真三／神山卓三、水橋和夫、真田健一郎 高橋美佳、三輪時男／岸本功、宮寺康生、新井一典、吉川真 カー・スタント:マエダ・オートクラブ、竹内雅敏、海藤幸広／萩原紀、戸塚孝、大島光幸、深作覚、菊川予市 |
| 第706話 | 8月8日   | ボス!任せてください      | 小川英 尾西兼一            | 鈴木一平 | 立川光貴 吉沢健、伊藤紘／佐々木敏、松井範雄、梅村美保、夏夕子 唐沢潤、原和航／竹内康裕、千葉茂、村上幹夫、菊川予市、清水進一 カー・スタント:マエダ・オートクラブ、竹内雅敏、海藤幸広／杉浦宏俊、秋元政志、星野晃、北斗辰典、中瀬博文 |
| 第707話 | 8月15日  | いつか見た、青い空       | 小川英 金子裕              | 鈴木一平 | 櫻井正敬:山本耕一 井上昭文 阿部寿美子、今井和子、柴田美保 倉地雄平、稲吉靖司、上野綾子、岡山章 篠原大作、熊倉由美／川原世莉、小日向範威、金子成美、西尾聡、岡部浩三 |
| 第708話 | 8月29日  | 撃て!愛を                | 小川英 古内一成            | 高瀬昌弘 | 斉藤慶子 柴田侊彦 小野進也 武内文平、竹内幸子、鹿島信哉 和気隆雄、篠原大作、門谷美佐、記平佳枝 |
| 第709話 | 9月5日   | タイムリミット・午前6時  | 小川英 柏原寛司            | 高瀬昌弘 | 遠藤征慈 北条清嗣、高品剛 草刈滉一、松山鷹志、吉中六、山田哲平 カー・スタント:マエダ・オートクラブ、海藤幸広／二家本辰己、藤原益二、大久保敏子、川口節子、門脇三郎 |
| 第710話 | 9月12日  | 殺意との対決・橘警部     | 小川英 尾西兼一            | 手銭弘喜 | 新橋耐子 佐々木勝彦、久富惟晴 水沢有美、早坂直家、三角八郎 カー・スタント:マエダ・オートクラブ、竹内雅敏、海藤幸広／平野稔、中庸助、山河連滉、神谷恵美 |
| 第711話 | 9月19日  | ジョーズ刑事の華麗な復活 | 小川英 大川俊道 四十物光男 | 手銭弘喜 | 鮫島勘五郎:藤岡琢也 鮫島妙子:野見山夏子、森田遙 大石源吾、北原佐和子、杜沢泰文 松浪志保、山本公子、岸一成 カー・スタント:マエダ・オートクラブ、竹内雅敏、海藤幸広／中瀬博文、大貫幸夫、深作覚、星野晃 |
| 第712話 | 10月3日  | 小鳥のさえずり           | 小川英 蔵元三四郎          | 鈴木一平 | 山田吾一 八木昌子、石田圭祐 宗方奈美、名代杏子、増岡弘 宮沢元、石川裕見子、速見領 入江正徳、山本あやせ、三上剛仙、山田美生子 |
| 第713話 | 10月10日 | エスパー少女 愛          | 小川英 古内一成            | 木下亮   | 西谷愛:工藤夕貴 田村奈巳、神山繁 田中浩二、大和田署長：草薙幸二郎 阿蘇美季、及川ヒロオ、柏木隆太／宮田恭男、井丸ゆかり、増田順司、進藤幸、宮田康生 中平良夫、灰崎武浩、加地健太郎／鈴木実、深作覚、清水進一、五十嵐五十鈴、植田真美 岸本功、木場剛、森篤夫、加藤茂雄／蓜島美奈子、山本寿徳、小堀一美、篠田勝夫、竹内康裕 |
| 第714話 | 10月17日 | 赤ちゃん                 | 小川英 尾西兼一            | 鈴木一平 | 清水：久保田篤 清水かすみ:青田浩子、澤村泉:渡瀬ゆき 前田昌明、西田昭市／江崎和代、仲村知也、大倉順憲、織部一作 大矢兼臣、樋口のり子／伊東あつ子、中原真澄、森岡隆見、北斗辰典 カー・スタント:マエダ・オートクラブ、竹内雅敏、海藤幸広／中島元、荒瀬寛樹、菊川予市、横内直人、寺島進 |
| 第715話 | 10月24日 | 山さんからの伝言         | 小川英 蔵元三四郎          | 高瀬昌弘 | 神山繁 稲葉義男／本山可久子、宮部昭夫、吉野刑事:横谷雄二 河合絃司、相馬剛三／五月晴子、佐藤正文、鷲生功 友井達彦、星野遊／高杉省吾、杉山綾子、小野田真之 浅野竜夫、本城ゆき／餅田昌代、岸野一彦、本橋映代 |
| 第716話 | 10月31日 | マイコン、疾走また疾走   | 小川英 大川俊道            | 高瀬昌弘 | 佐久田修 風間みつき、小沢仁志 小島三児、浜田晃、高岡一郎 渕上大二郎、尾崎義也、玉木弓子、野崎海太郎、草刈滉一 八田純、浜崎一成、松永忍、小林正史、秋元政志 |
| 第717話 | 11月7日  | 女たちは今...            | 金子裕                     | 鈴木一平 | 奈美悦子 高沢順子 東啓子、早瀬波江:成田光子 東丘出陽、小沢和義、伴直弥 岩城裕太:服部賢悟、岩城陽子:中原有弥子／石川裕見子、谷村慶子、阿部渡、本庄和子、星野晃 |
| 第718話 | 11月14日 | そして又、ボスと共に     | 峯尾基三                   | 鈴木一平 | 津坂久:遠藤憲一、澤村泉:渡瀬ゆき 一ノ瀬僚子:桂田裕子、恩田三郎:杉欣也、一ノ瀬孝司:時本和也 西署刑事:今西正男、めだちけん一、中西敦子、青柳有希子、岸井あや子 上野綾子、桑原一人、村上幹夫、今井登、田中なおみ |